# 特亚伊·范哈尔德伦
特亚伊·范哈尔德伦（英語：Tejay van Garderen，1988年8月12日—），美国男子自行车运动员，2012年世界公路自行车锦标赛男子团体计时赛银牌得主、2014年世界公路自行车锦标赛男子团体计时赛金牌得主、2017年世界公路自行车锦标赛男子团体计时赛银牌得主、2018年世界公路自行车锦标赛男子团体计时赛铜牌得主。